# Хоакин Капия
Вижте пояснителната страница за други личности с името Хоакин.
Хоакин Капия Перес (на испански: Joaquín Capilla Pérez) е мексикански скачач във вода, олимпийски шампион през 1956 година.

## Биография
Той е роден на 23 декември 1928 година в град Мексико. На Олимпиадата в Лондон през 1948 година печели бронзов, а на Олимпиадата в Хелзинки през 1952 година – сребърен медал на скокове от платформа. На Олимпийските игри в Мелбърн през 1956 година става шампион на скокове от платформа и взима бронзов медал на скокове от трамплин.
Хоакин Капия умира на 8 май 2010 година в Мексико.